# Gare de Béchar - Méditerranée-Niger
La gare de Béchar - Méditerranée-Niger est une ancienne gare ferroviaire algérienne située sur le territoire de la commune de Béchar, dans la wilaya de Béchar.
La gare est mise en service en 1941, lors du prolongement du chemin de fer transsaharien de Bouarfa, au Maroc, à Colomb-Béchar (actuelle Béchar).

## Situation ferroviaire
Située à une altitude de 580 m, la gare était la gare origine de la ligne de Béchar à Abadla (PK 0), où elle était suivie de la gare d'Abadla. 

## Histoire
La gare est mise en service le 8 décembre 1941 lors du prolongement de 165 km de la ligne du chemin de fer transsaharien (ou chemin de fer Méditerranée-Niger) de Bouarfa, au Maroc, à Colomb-Béchar. Cette ligne, à écartement standard de 1 435 mm, a pour origine la ville de Nemours (actuelle Ghazaouet), dans le nord-ouest de l'Algérie et traverse du nord au sud toute la partie orientale du Maroc de Oujda à Bouarfa avant d'atteindre Colomb-Béchar.
Il s'agit de la seconde gare de Colomb-Béchar. La première a été mise en service en 1906 lors de l'ouverture de la section de 51 km entre Ben Zireg (village de la commune de Béchar) et Colomb-Béchar de l'ancienne ligne à voie étroite (écartement de 1 055 mm) d'Oran à Kenadsa via Saïda,. La différence d'écartement des voies des deux lignes et la nécessité de disposer d'une plateforme ferroviaire plus importante, justifia la création de la gare Béchar - Méditerranée-Niger, à proximité de la première.
En 1942, un embranchement du chemin de fer Méditerranée-Niger est créé entre la gare de Béchar - Méditerranée-Niger et la gare de Kenadsa. Une dernière section du chemin de fer transsaharien, longue de 90 km, entre Colomb-Béchar et gare d'Abadla, est mise en service en 1948,.

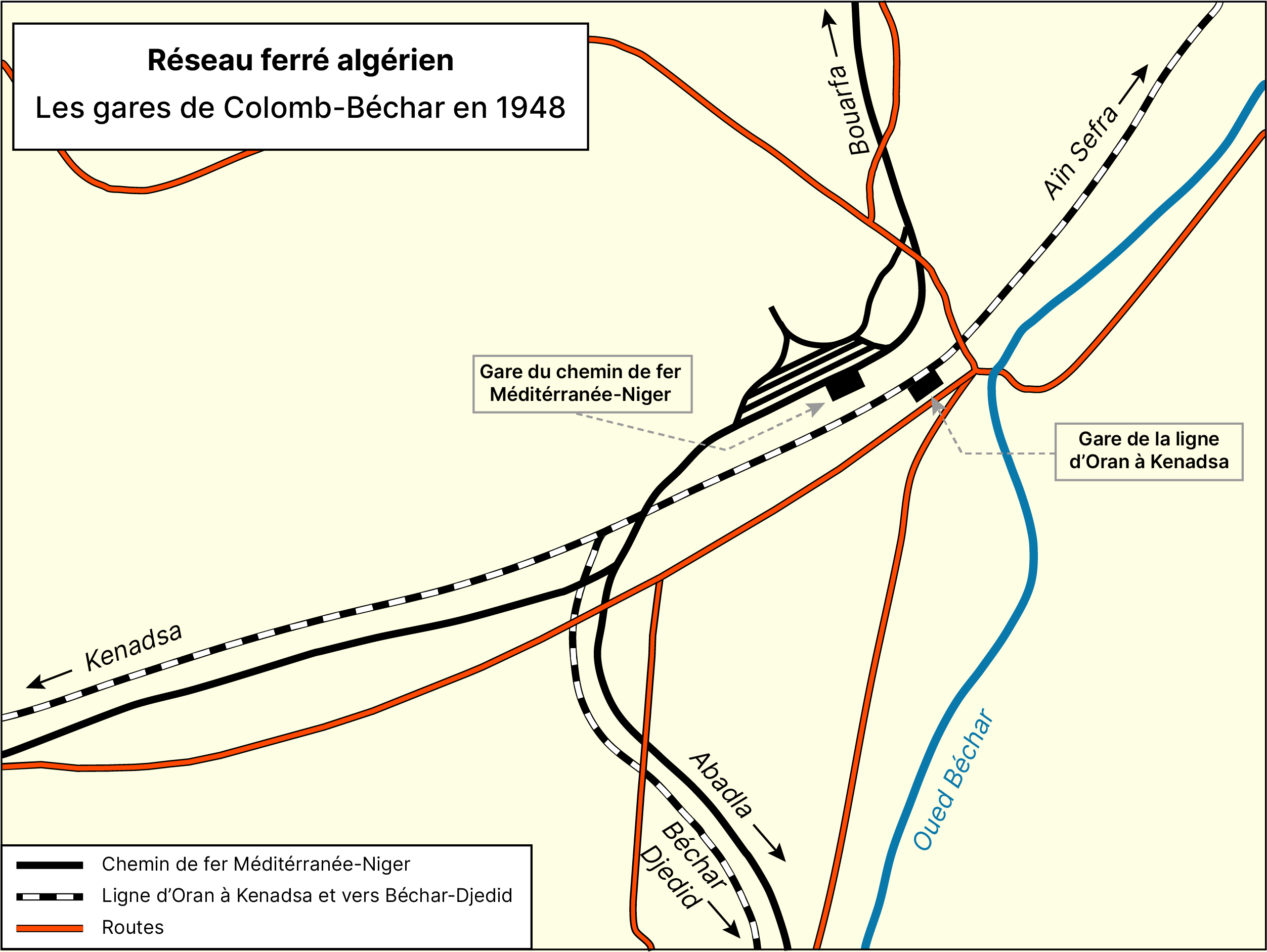
Les deux gares Colomb-Béchar et Kenadsa en 1948.